# Lũng Hồ
Lũng Hồ là một xã thuộc huyện Yên Minh, tỉnh Hà Giang, Việt Nam.

## Địa lý
Xã Lũng Hồ có vị trí địa lý:
- Phía đông giáp xã Ngọc Long
- Phía tây giáp xã Đường Thượng
- Phía nam giáp xã Du Tiến và xã Du Già
- Phía bắc giáp các xã Ngam La, Mậu Duệ, Mậu Long.

Xã Lũng Hồ có diện tích 53,84 km², dân số năm 2019 là 7.942 người, mật độ dân số đạt 148 người/km².

## Hành chính
Xã Lũng Hồ được chia thành 23 thôn: Lũng Hồ 1, Lũng Hồ 2, Lũng Hồ 3, Ngài Trồ 1, Ngài Trồ 2, Bản Cáp 1, Bản Cáp 2, Bản Cáp 3, Tìa Lủng, Lùng Quá, Lùng Thàng, Khẩu Khứ, Phía Cháng, Sàng Lủng, Lao Lùng Tủng, Lùng Chủ Ván, Dì Thàng, Xu Chín, Phe Phà, Nậm Luông, Phìn Tỷ, Ngái Trồ 3, Làng Chư.

## Lịch sử
Trước đây, Lũng Hồ là một xã thuộc huyện Đồng Văn.
Ngày 5 tháng 7 năm 1961, Hội đồng Chính phủ ban hành Quyết định số 91-CP về việc thành lập xã Lũng Hồ thuộc huyện Đồng Văn trên cơ sở một phần diện tích và dân số của xã Đường Thượng.
Ngày 15 tháng 12 năm 1962, Hội đồng Chính phủ ban hành Quyết định số 211-CP về việc thành lập huyện Yên Minh trên cơ sở tách xã Lũng Hồ thuộc huyện Đồng Văn.